# Olavo de Carvalho
Pour les articles homonymes, voir Carvalho.
Olavo Luiz Pimentel de Carvalho, plus communément connu sous le nom d'Olavo de Carvalho, né le 29 avril 1947 à Campinas et mort le 24 janvier 2022, est un philosophe autodidacte, écrivain et essayiste brésilien.
Il s'intéresse à la philosophie historique, à l'histoire des mouvements révolutionnaires, à la kremlinologie, à l’école traditionaliste, à la religion comparée, à la psychologie et à l’anthropologie philosophique.
Référence intellectuelle de l'extrême droite brésilienne, il est connu pour ses positions conservatrices et la diffusion de fausses nouvelles. Il dénonce la « pensée unique de gauche » et le « marxisme culturel » dans les médias et les universités brésiliennes. Il fut particulièrement influent auprès du président Jair Bolsonaro, de ses fils et de certains de ses ministres dont il a appuyé la nomination.

## Biographie

### Origines
Olavo de Carvalho est le deuxième fils d’un avocat, Luiz Gonzaga de Carvalho, et de son épouse Nicéa Pimentel. Il est âgé de quinze ans lorsque son père meurt.

### Jeunesse
Dans les années 1960, Olavo de Carvalho étudie la philosophie, mais abandonne rapidement, ne trouvant pas à son goût le niveau des cours.
S'il se présente comme philosophe, il ne dispose pas de formation dans ce domaine.

#### Passage par le communisme
En 1965, il s’oppose à la dictature militaire issue du coup d’État de 1964. Il écrit à ce propos un article pour le journal du centre académique de la Faculté de droit de l’USP. Il est aussitôt contacté par Rui Falcão (en), militant du Parti communiste brésilien qui deviendra plus tard le principal dirigeant du PT. Les deux hommes se lient d’amitié et décident de partager un appartement. Ils reçoivent très régulièrement la visite d’une autre figure importante de la gauche brésilienne, le cofondateur du PT, José Dirceu, futur chef de cabinet de Lula, le plus important des ministres, dauphin présumé de Lula jusqu’au scandale du mensalão qui brise sa carrière et le conduit en prison. Ce militantisme d’Olavo de Carvalho ne dure que deux ans, de 1966 à 1968, même s’il reste un sympathisant actif jusqu’à la fin du régime militaire en cachant chez lui des persécutés du gouvernement et des armes,.

#### Astrologie
À la suite de sa rencontre avec Juan Alfredo César Müller (1927-1990), Olavo de Carvalho déclare s'être intéressé à l'astrologie. Les deux hommes fondent en 1979 l’école d’astrologie Jupiter.
Olavo de Carvalho présente l'astrologie comme une « discipline fondamentale », affirmant que « ceux qui ne l’ont pas étudiée ne savent rien » et « sont des analphabètes », déclare Gilberto Calil, professeur d’histoire à l’université d’État du Paraná occidental (Unioeste) dans un article repris par Le Monde diplomatique.

#### Soufisme
Dans les années 1980, avant de s'engager dans le débat politique brésilien, Olavo de Carvalho se tourne vers le soufisme et adhère à une tariqa liée au traditionaliste Frithjof Schuon, qui fut un proche de René Guénon. Il quitte la tariqa en 1987 et, revenu au catholicisme, déclare que l'expérience était « absolument indispensable » à sa formation. Il déplore aujourd’hui la propagation de l'islam en Europe et aux États-Unis.

### Vie professionnelle
Olavo de Carvalho n’a pas encore 18 ans quand il entre dans le journalisme. Il fournit des articles à la presque totalité des journaux et revues de prestige du Brésil, O Globo, Zero Hora, Época « sur des sujets culturels ».
Il rédige des essais sur Aristote, Kant, Machiavel, édite l’érudit brésilien d’adoption Otto Maria Carpeaux et tente de réhabiliter le philosophe Mário Ferreira dos Santos (pt). Il traduit du roumain des textes de Constantin Noica, traduit et annote La Métaphysique orientale de René Guénon, présente le travail d'Eric Voegelin et développe une réflexion critique sur le déclin intellectuel au Brésil, tant dans le milieu universitaire que dans celui de la presse et des médias.

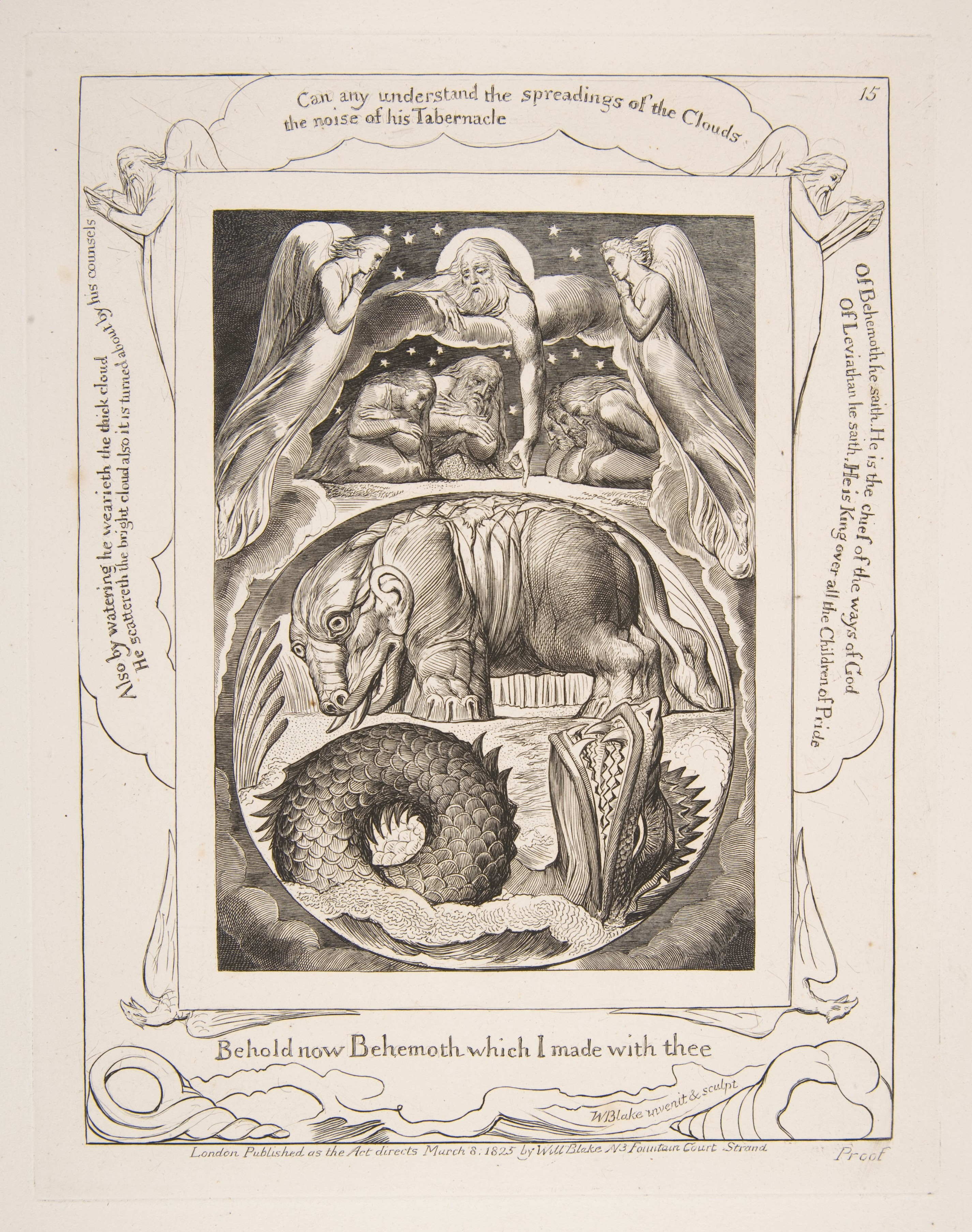
Carvalho et le symbolisme chrétien : « Ni l’homme, ni Behemoth ne peuvent soumettre le Léviathan, seul Dieu peut le faire ». Gravure, de William Blake, illustrant les premières pages de l'ouvrage de 1996, O Imbecil Coletivo.

Ses articles sur ce dernier sujet sont réunis notamment dans ses ouvrages O Imbecil Coletivo: Atualidades Inculturais Brasileiras (1996) — l'Imbécile collectif : événements d'actualité « non culturels » au Brésil — et O Mínimo que Você Precisa Saber para não Ser um Idiota — Le minimum que vous devez savoir pour ne pas être un idiot — qui dénoncent le faux prestige universitaire et les sophismes du discours intellectuel dominant ; s'ils suscitent des critiques, ils rencontrent également un succès dans la presse, et le public : la première édition de O Imbecil Coletivo: Atualidades Inculturais Brasileiras, qui porte en exergue trois citations dont deux en français, l’une de Georges Bernanos, l’autre de Léon Bloy, s’épuise en trois semaines, la deuxième en quatre jours ; la vente de O Mínimo que Você Precisa Saber para não Ser um Idiota dépasse, selon l'éditeur, 320 000 exemplaires.
Dans ces recueils, il s’applique à montrer l’indigence intellectuelle des journalistes et des universitaires, ce qui a provoqué une réaction et des attaques sur la personne du philosophe, déclare Martim Vasquez da Cunha.
Selon l'universitaire Gilberto Calil, « son émergence en tant qu’intellectuel s’explique également par le soutien que lui apporte M. Ronaldo Levinsohn », propriétaire d'UniverCidade, une université privée où Olavo de Carvalho est chargé de cours de philosophie entre 1997 et 2001, et dont il dirige la maison d’édition entre 1999 et 2001.
En 1998, il lance un site Internet pour diffuser ses analyses et recueillir des dons. En 2002, il fonde le site web Mídia Sem Máscara dans le but de lutter contre le « parti-pris de gauche des grands médias brésiliens »,. Dans le même temps, il écrit des tribunes régulières pour les principaux journaux du pays. Bien que sa participation soit importante pour apporter de l’oxygène à la scène culturelle brésilienne comme l'indique Wilson Espindola, il dit avoir reçu des menaces et s'exile aux États-Unis en 2005.
Olavo de Carvalho vit de ses droits d'auteur et des conférences de philosophie qu'il donne sur l'Internet à partir de 2009 et qui sont suivies par 15 000 personnes. Aux intéressés qui se demandent s'ils possèdent le bagage nécessaire pour suivre ses cours, il répond : « Si vous ne savez rien, vous êtes l'élève idéal ». La fonction essentielle de la philosophie étant non pas d'offrir des réponses, mais de poser des questions. En effet, comme Ricardo Musse le résume, sa préoccupation essentielle est le déclin de la pensée ; l'essentiel de son travail est la défense de la conscience profonde de l'homme contre la tyrannie de l'autorité collective. Pour Olavo de Carvalho, l'objectivité de la connaissance et la conscience individuelle sont liées et ne peuvent dépendre de critères de validation réduits à un ensemble impersonnel et uniforme de formules destinées à être utilisées par la classe universitaire,.
Il est très présent sur Twitter, où il invective et insulte couramment.
Il est également président de l'Inter-American Institute for Philosophy, Government, and Social Thought.
Il réside à Richmond aux États-Unis, de même que Steve Bannon, qui l’a mis en contact avec les milieux conservateurs américains.

### Influence auprès de Jair Bolsonaro
Olavo de Carvalho est une référence intellectuelle de l’extrême droite brésilienne, nostalgique de la dictature militaire (1964-1985),. Il est particulièrement influent auprès de Jair Bolsonaro durant son mandat présidentiel, ainsi que de ses fils Flávio, Eduardo et Carlos, au point que certains médias le présentent comme leur « gourou »,. Lors de son intervention sur les réseaux sociaux suivant sa victoire, Jair Bolsonaro met en évidence son dernier ouvrage en date, Le minimum que vous devez savoir pour ne pas être un idiot, avec la Bible, la Constitution brésilienne et un ouvrage sur Winston Churchill,. En mai 2019, Jair Bolsonaro lui remet la grand-croix de l’ordre de Rio Branco. France Culture le présente ainsi comme « le Steve Bannon de Bolsonaro ». Olavo de Carvalho est d'ailleurs proche de Steve Bannon, qui le présente comme « un héros […] global de la droite ».
Selon l'universitaire Gilberto Calil, « il a participé à une forme de révolution culturelle de droite, facilitant l’élection de M. Bolsonaro, dont le gouvernement reflète ses positions essentielles : anticommunisme, négationnisme climatique, remise en cause des droits humains, attaques contre les femmes, les populations de couleur et les minorités sexuelles ». Selon l'historien Rafael Soares Gonçalves, il « représente l’aile la plus conservatrice » des milieux au pouvoir sous Jair Bolsonaro. Il joue un rôle décisif dans le choix des ministres de l’Éducation Ricardo Vélez Rodríguez et Abraham Weintraub, et de celui des Affaires étrangères, Ernesto Araújo,. Ernesto Araújo et Ricardo Vélez Rodríguez le présentent comme un inspirateur.
Il est en conflit avec les responsables militaires au pouvoir, plus modérés, qui empêcheraient, selon lui, que Jair Bolsonaro mène à bien son programme, et qu'il insulte sur les réseaux sociaux. L'historien Rafael Soares Gonçalves indique en 2019 que « si son opposition avec les militaires l’a contraint à limiter ses prises de position publiques, il a obtenu le renvoi du gouvernement de plusieurs généraux ». Ce conflit apparaît au grand jour lors de la démission, en juin 2019, du général Carlos Alberto dos Santos Cruz : selon Rafael Soares Gonçalves, celle-ci « a eu un fort retentissement sur les réseaux sociaux et, d’une certaine manière, représente l’antagonisme de deux groupes importants et apparemment inconciliables au sein de ce gouvernement ». Selon Gilberto Calil, il entretient une inimitié avec le général Hamilton Mourão, vice-président du Brésil, ainsi qu'avec « des groupes ultralibéraux, comme le Mouvement Brésil libre ».
Il apporte son soutien aux manifestations organisées le 26 mai 2019 pour demander la suspension des institutions démocratiques, ainsi qu'à celles du 30 juin 2019 en soutien au juge Sérgio Moro, responsable de l'incarcération de l'ancien président Lula da Silva.

## Prises de positions
Les prises de position d’Olavo de Carvalho ne font pas l’unanimité dans l’opinion brésilienne ; il est perçu comme un prophète par ses disciples ou comme un « astrologue » par ses détracteurs, reflétant la division profonde au sein de la population brésilienne à l’égard de son nouveau gouvernement
. Son écriture « se caractérise par son goût de la vulgarité et par son ton belliqueux », selon Gilberto Calil.

### Hégémonie culturelle
Pablo Stefanoni rapporte qu'Olavo de Carvalho estime que les élites occidentales sont influencées par les idées de la Fabian Society. Gabriel Castro, relate qu'il estime également que si le gouvernement militaire qu'il avait combattu dans sa jeunesse, s’était occupé de la lutte contre la guérilla, il ne s'était pas occupé du communisme dans les domaines culturel, social ou moral, et qu'ainsi les universités avaient librement développé ou entretenu des idées inspirées d'intellectuels comme les « nouveaux philosophes », parmi lesquels Michel Foucault par exemple.
Carvalho combat le communisme plus particulièrement sous sa forme « gramscienne » ; en effet Antonio Gramsci (1891-1937), cofondateur du Parti communiste italien, plaidait pour une révolution communiste par l’hégémonie culturelle. Selon Gilberto Calil, celui-ci devient sa cible privilégiée à partir de la publication d’A nova era e a revolução cultural (« La nouvelle ère et la révolution culturelle », 1994). Selon les calculs du chercheur Leonardo Puglia, le nom de Gramsci apparaît « 318 fois dans les quatre ouvrages principaux publiés par l’auteur ».
Selon Carvalho, la gauche a dominé la presse et les universités brésiliennes pendant plusieurs décennies dans une stratégie qui a suivi l'idéologie du marxiste italien. L'objectif, dit-il, était de créer une « atmosphère mentale » dans laquelle la population deviendrait socialiste sans s'en rendre compte.
À la fin des années 1990, il opte pour un mélange de libéralisme économique, inspiré entre autres par l'ouvrage La Société de confiance d'Alain Peyrefitte, dont il préface la publication en portugais, sous les auspices de l'Institut libéral en 1999, et par Ludwig von Mises, et de mœurs sociales conservatrices. Mais de telles idées étaient totalement étrangères au Brésil, gouverné principalement par la gauche et le centre-gauche depuis la fin de la dernière dictature militaire en 1985.
« Il n'y avait pas d'opposition conservatrice à proprement parler à l'époque, Carvalho l'a inventée. », déclare Gerald Brant, un dirigeant de hedge funds brésilien proche de la famille Bolsonaro. En termes d’influence, il compare Carvalho à William F. Buckley, Jr., premier intellectuel conservateur américain de la fin du XXe siècle.
En 2005, peu après l’arrivée de Lula et du PT au pouvoir, Carvalho part vivre aux États-Unis. En 2009, il reçoit la carte de résident permanent aux États-Unis (Green Card for foreigners with extraordinary abilities).
Hors d'un pays encore en proie à la récession et après une série de scandales qui ont laissé l'ancien pouvoir en ruine, Carvalho, interviewé par Brian Winter, prend la défense des libertés individuelles et du christianisme tout en vilipendant de manière combative et dans un langage émaillé d’obscénités, la mondialisation, l’islam, le communisme et la gauche en général, déclare le journaliste.
Il poursuit en suggérant que la popularité de Carvalho proviendrait moins de ce qu’il soutient que de ce à quoi il s’oppose.
Même au plus fort de la gauche, à la fin des années 2000, lorsque l'économie brésilienne était en plein essor et que Lula jouissait d'un taux d'approbation particulièrement élevé, Carvalho n'a jamais cessé d'attaquer le « marxisme culturel » en pleine expansion au Brésil, ce qu'il considérait comme une menace aux libertés individuelles,.
Au moment où le pays implosait, avec l'éclatement du scandale car wash (Operação Lava Jato), la destitution de Dilma Rousseff et, enfin, l'emprisonnement de Lula pour corruption, les idées du philosophe ont été rappelées par une partie de la population[pas clair]

### Mondialisation et résonance dans les médias traditionnels ou sociaux

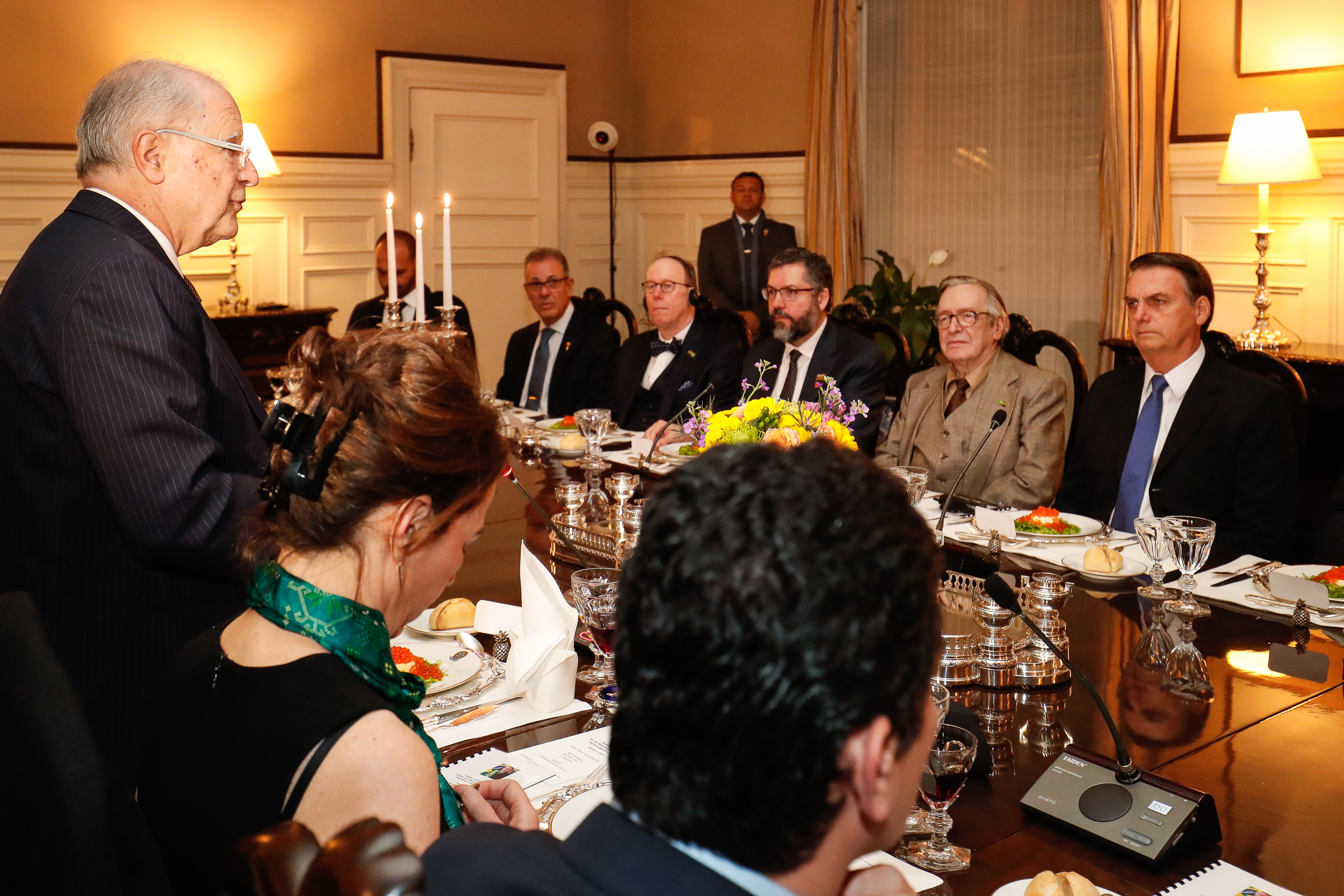
Dîner chez l’ambassadeur du Brésil aux États-Unis Sérgio Amaral ; Olavo de Carvalho, entre Jair Bolsonaro et Ernesto Araújo, 2019.

Il est couramment présenté [Par qui ?] comme un « gourou », un « chef de secte », un « astrologue » ou un « philosophe sans diplôme »,,,.
Flávia Tavares dans un article d'Epoca d'octobre 2017, indique qu'Olavo choisit en 2013 de s'exprimer de manière compulsive sur Facebook, et qu'il le considère comme une sorte de journal intime, dans lequel il note les impressions du moment, où « ce que vous avez lu [...] n'est jamais [son] opinion finale sur quelque chose ». De 2006 à 2013, dans son émission de radio intitulée True Outspeak, il traduisait ses idées les plus complexes, mais sur les réseaux sociaux, même José Geraldo Moura qui dirige sur Facebook le groupe Olavo de Carvalho, commet des impairs, indiquant que sur le sujet de la mondialisation Olavo s'est inspiré de George Lucas faisant référence au philosophe hongrois György Lukács, et non à l'auteur de la saga Star Wars.
Dans le reste de son article, Flávia Tavares explique que le philosophe érudit qui s'était créé un public en défendant l'idée qu'il y avait une domination de gauche dans la pensée culturelle du Brésil poursuit son discours. En plus de défendre des mesures telles que la libéralisation des armes et de douter de la théorie de l'évolution, Olavo diffuse essentiellement trois thèses. La première, dont dérivent les deux autres, concerne la mondialisation : pour lui environ 200 groupes économiques veulent contrôler la planète. Un des projets par exemple serait d’éliminer les voitures avec chauffeur. Ceci n’étant possible que si tout le monde est connecté à une source centrale dont l’accès serait détenu par un pouvoir central qui ainsi saurait tout des déplacements de la population. Un autre projet serait, toujours selon lui, rapporte la journaliste, d’éliminer la monnaie imprimée ; Les opérations financières se faisant électroniquement, un contrôle total de la vie économique grâce à des technologies, le plus souvent venues de la Chine[réf. nécessaire], serait ainsi mis en place. Aussi pour réussir dans cette entreprise, l'élite mondialiste doit-elle dissoudre les cellules qui pourraient résister à ce projet, au premier chef la cellule familiale.
C'est là qu'interviennent les deux autres thèses ; d'une part, vider les traditions judéo-chrétiennes de leur sens. Si les citoyens ne croient plus en rien, ils sont facilement contrôlés, et, d'autre part, banaliser les divorces, les familles recomposées ou ce qu'il considère comme des déviances telles celles assumées par Tony Duvert ou André Gide ou encore plus généralement le nouvel athéisme soutenu par les théories de scientifiques comme Richard Dawkins ou Peter Singer.
D'autre part, Olavo de Carvalho attribue le chiffre élevé de meurtres dans le pays au trafic de drogue que contrôlent et qui finance les Farc[réf. nécessaire] dont la participation au Forum de São Paulo (forum des partis de gauche d'Amérique latine et des Caraïbes) a finalement été interdite,,.
Olavo de Carvalho écrit « Quand une avant-garde révolutionnaire prétend défendre les intérêts économiques du peuple mais, en même temps, méprise sa religion, sa morale et ses traditions familiales, il est clair qu'elle ne veut pas le bien de ces gens, mais [veut] seulement utiliser ces intérêts comme un leurre pour leur imposer des valeurs qui ne sont pas les siennes » ; « s'ils ne consentent pas à devenir avorteur, gayziste, [...] castrochaviste, pro-terroriste, défenseur des drogues [...], elle les marginalise, les exclut de la vie publique et croit toujours qu'elle mérite leur gratitude parce qu'elle leur accorde tous les quatre ans, démocratiquement, généreusement, le droit de voter pour des partis qui représentent le contraire de tout ce en quoi ils croient ».
Le 18 décembre 2018, un journaliste de Vice, dresse une liste d’un certain nombre de ses affirmations dans le domaine de la science et demande la réaction de plusieurs universitaires. Ils s’indignent unanimement.
Il dénonce l'influence croissante de la Chine en Amérique latine et prône une alliance des « trois grandes nations chrétiennes » : les États-Unis, le Brésil et la Russie.

### Dissémination de fausses nouvelles
Olavo de Carvalho répand régulièrement des fake news, : il est notamment un sympathisant de la théorie de la Terre plate et défend la croyance selon laquelle les sucres du Pepsi proviendraient de fœtus avortés.

## Mort
Olavo de Carvalho est mort le 25 janvier 2022, un de ses enfants a cité le coronavirus comme cause du décès.

## Postérité
Un film, O Jardim das Aflições (pt) (2017), homonyme du livre, raconte la pensée et la vie quotidienne d’Olavo de Carvalho à Richmond (Virginie). Le film est dirigé par Josias Teófilo, produit par Matheus Bazzo avec la musique de Guto Brinholi. En anglais, il s’appelle The Garden of Afflictions,.

## Distinctions
- Médaille du Pacificador conférée par le Commandement de l’Armée brésilienne (1999)[50] ;
- Commandeur de l’ordre national du Mérite de Roumanie conférée par le président Emil Constantinescu (5/12/2000)[51] ;
- Médaille du Mérite Santos-Dumont conférée par le Commandement de l’Aéronautique, (20/07/2001)[51] ;
- Son essai « O pensamento de Ortega y Gasset » reçoit le premier prix conféré par l’ambassade du royaume d’Espagne au Brésil (1983)[51] ;
- Son livre O Profeta da Paz. Estudos sobre a Interpretação Simbólica da Vida do Profeta Mohammed reçoit le premier prix d’essais sur l’histoire islamique conféré par l’ambassade du royaume d’Arabie saoudite au Brésil (1986)[51] ;
- Médaille Tiradente, (2011)[51];
- Grand-Croix de l’Ordre de Rio Branco, 2019[52].

## Œuvres

### Essais
- (pt) Questões de Simbolismo Astrológico, Sao Paulo, Speculum, 1983.
- (pt) Fronteiras da Tradição, Sao Paulo, Nova Stella, coll. « Coleção Eixo », 1987 (présentation en ligne).
- (pt) Universalidade e Abstração, Sao Paulo, Speculum, 1983.
- (pt) O Crime da Madre Agnes : A Confusão entre Espiritualidade e Psiquismo, Sao Paulo, Speculum, 1983.
- (pt) Astros e Símbolos, Sao Paulo, Nova Stella, 1985.
- (pt) Xavier Zubiri E A Escolastica - Aula 16, E Realizaçao, 96 p. (ISBN 978-85-88062-31-3, présentation en ligne).
- (pt) O Dever De Insultar, Vide editorial, 324 p. (ISBN 978-85-9507-000-4, présentation en ligne).
- (pt) Símbolos e Mitos no Filme : O Silêncio dos Inocentes, Rio de Janeiro, Instituto de Artes Liberais/Stella Caymmi Editora, 1992.
- (pt) Os Gêneros Literários : Seus Fundamentos Metafísicos  (trad. (Les genres littéraires et leurs fondements métaphysiques), Rio de Janeiro, Instituto de Artes Liberais/Stella Caymmi Editora, 1992.
- (pt) O Caráter como Forma Pura da Personalidade, Rio de Janeiro, Astroscientia Editora/Instituto de Artes Liberais, 1993.
- (pt) A Nova Era e a Revolução Cultural : Fritjof Capra & Antonio Gramsci, Rio de Janeiro, Instituto de Artes Liberais/Stella Caymmi Editora, 1994, 119 p. (ISBN 978-85-67394-26-8, présentation en ligne).
- (pt) Uma Filosofia Aristotélica da Cultura, Rio de Janeiro, Instituto de Artes Liberais/Stella Caymmi Editora, 1994.
- (pt) O Jardim das Aflições (pt) : De Epicuro à Ressurreição de César, Ensaio sobre o Materialismo e a Religião Civil  (trad. (Le jardin des afflictions : Essai sur le matérialisme et la religion laïque), Rio de Janeiro, Diadorim, 1995 (ISBN 978-85-67394-51-0, présentation en ligne).
- (pt) O Imbecil Coletivo (pt) : Atualidades Inculturais Brasileiras, Rio de Janeiro, Faculdade da Cidade Editora e Academia Brasileira de Filosofia, 1996, 448 p. (ISBN 978-85-01-10418-2, présentation en ligne).
- (pt) Santo Agostinho. Aula 10, É Realizações, coll. « Coleção História Essencial Da Filosofia » (ISBN 978-85-88062-18-4).
- (pt) Aristóteles em nova perspectiva : introdução à teoria dos quatro discursos, Rio de Janeiro, Topbooks, 2013, 150 p. (ISBN 978-85-62910-19-7, présentation en ligne).
- (pt) O Futuro do Pensamento Brasileiro : Estudos sobre o Nosso Lugar no Mundo  (trad. L'avenir de la pensée brésilienne), Rio de Janeiro, Faculdade da Cidade Editora, 1997 réédition 2007, 284 p. (ISBN 978-85-67394-92-3, présentation en ligne)[24].
- (pt) A Longa Marcha da Vaca Para o Brejo & Os Filhos da PUC. : O Imbecil Coletivo II, Rio de Janeiro, Topbooks, 1998 (présentation en ligne).
- (pt) O Exército na História do Brasil, vol. 786 à 788, Edition bilingue (portugais / anglais), Biblioteca do Exército e Fundação Odebrecht, coll. « História Essencial da Filosofia. A Defesa nacional », 1998, 4 p. (ISBN 978-85-7011-209-5, présentation en ligne).
- (pt) A Dialética Simbólica : Ensaios Reunidos, Paulopoli, É Realizações, 2007, 380 p. (ISBN 978-85-88062-39-9, présentation en ligne)[24].
- (pt) Maquiavel ou A Confusão Demoníaca, Paupoli, Vide Editorial, 2011 (ISBN 978-85-62910-03-6, présentation en ligne).
- (pt) A filosofia e seu Inverso, Paupoli, Vide Editorial, 2012 (ISBN 978-85-62910-06-7, présentation en ligne).
- (pt) Os EUA e a nova ordem mundial (co-auteur Alexandre Douguine), Paulopoli, Vide Editorial, 2012[53].
- (pt) Apoteose da vigarice, Paulopoli, vide Editorial, 2014, 272 p. (ISBN 978-85-62910-15-9, présentation en ligne).
- (pt) O Mínimo que Você Precisa Saber para não Ser um Idiota (pt), Édition Record, 2013, 616 p. (ISBN 978-85-01-10059-7, présentation en ligne).
- (pt) Visões de Descartes : entre o gênio mal e o espírito da verdade, Paulopoli, Vide Editorial, 2013, 152 p. (ISBN 978-85-67394-05-3, présentation en ligne).
- (pt) O mundo como jamais funcionou : Cartas de um terráqueo ao planeta Brasil, vol. II, Paulopoli, Vide Editorial, 2014, 511 p. (ISBN 978-85-67394-18-3, présentation en ligne).
- (pt) A Fórmula para Enlouquecer o Mundo : Cartas de um terráqueo ao planeta Brasil, vol. III, E Reallizaçoes, 2014, 96 p. (ISBN 978-85-88062-31-3).
- (pt) O Progresso da Ignorancia : Cartas de Um Terraqueo ao Planeta Brasil, vol. IX, Vide, 2019 (ISBN 978-85-9507-055-4).

### Préfaces, introductions et notes
- (pt) Alan Watts, Tabu, Sao Paulo, Editora Três, 1973 (traduction et préface avec Fernando de Castro Ferreira).
- (pt) Michel Veber, Comentários à Metafísica Oriental de René Guénon, Sao Paulo, Speculum, 1984 (introduction et notes).
- (pt) Arthur Schopenhauer, Como Vencer um Debate sem Precisar ter Razão, Rio de Janeiro, Topbooks, 1997, 150 p. (ISBN 978-85-62910-19-7, présentation en ligne) (introduction, notes et commentaires).
- (pt) J.O. de Meira Penna, O Espírito das Revoluções, Rio de Janeiro, Faculdade da Cidade Editora, 1997 (préface).
- (pt) Ítala Nandi, Teatro Oficina : Onde a Arte não Dormia, Rio de Janeiro, Faculdade da Cidade Editora, 1998 (préface).
- (pt) Otto Maria Carpeaux, Ensaios Reunidos, 1942–1978, Rio de Janeiro, UniverCidade & Topbooks, 1999 (introduction et notes).
- (pt) Alain Peyrefitte, A Sociedade de Confiança, Rio de Janeiro, Topbooks, 1999 (introduction).
- (pt) Émile Boutroux, Aristóteles, Rio de Janeiro, Record, 1999 (introduction et notes).
- (pt) Constantin Noica, As Seis Doenças do Espírito Contemporâneo, Rio de Janeiro, Record, 2001 (préface).
- (pt) Aldous Huxley, Admirável Mundo Novo, Sao Paulo, Editora Globo, 2001 (préface).
- (pt) Aldous Huxley, A Ilha, Sao Paulo, Editora Globo, 2001 (préface).
- (pt) Paulo Mercadante, A Coerência das Incertezas, Sao Paulo, É Realizações, 2001 (introduction et notes).
- (pt) Mário Ferreira dos Santos, A Sabedoria das Leis Eternas, Sao Paulo, É Realizações, 2001 (introduction et notes).
- (pt) Eugen Rosenstock-Huessy, A Origem da Linguagem, Rio de Janeiro, Editora Record, 2002 (édition et notes, avec Carlos Nougué).
- (pt) Ângelo Monteiro, Escolha e Sobrevivência, Sao Paulo, É Realizações, 2004 (préface).
- (pt) Heitor de Paola, O Eixo do Mal Latino-americano e a Nova Ordem Mundial, Sao Paulo, É Realizações, 2008 (préface).
- (pt) Wolfgang Smith, O Enigma Quântico, Campinas, Vide Editorial, 2011 (préface).
- (pt) Andrzej Łobaczewski, Ponerologia : Psicopatas no Poder, Campinas, Vide Editorial, 2014 (préface).
- (pt) Percival Puggina, A Tomada do Brasil, Porto Alegre, Editora Concreta, 2015 (préface).
- (pt) José Anselmo dos Santos,, Cabo Anselmo : Minha Verdade, Sao Paulo, Matrix, 2015 (préface).
- (pt) Mauro Abranches Kraenski et Vladimir Petrilák, 1964 : O Elo Perdido : O Brasil nos Arquivos do Serviço Secreto Comunista, Campinas, Vide Editorial, 2017 (préface).
- (pt) A.-D. Sertillanges, A Vida Intelectual, Sao Paulo, Kirion, 2019 (préface).
- (pt) Diana West, Traição Americana : O Ataque Secreto aos Estados Unidos, Sao Paulo, Sophia Perennis, 2019 (préface).